# Hans Gross

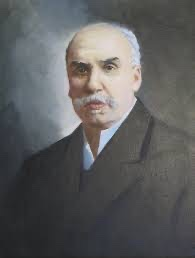

Hans Gustav Adolf Gross, född 26 december 1847 i Graz, död där 9 december 1915, var en österrikisk jurist.
Gross verkade först inom domstolsväsendet, innan han 1894 blev professor i Czernowitz, 1902 i Prag och 1905 i Graz. Sina betydande erfarenheter från det praktiska rättslivet nedlade han i en ansenlig rad skrifter, av vilka särskilt Handbuch für Untersuchungsrichter als System der Kriminalistik, I-II (1893, en rad upplagor, nybearbetning av Friedrich Geerds 1977-78 under titeln Handbuch der Kriminalistik. Wissenschaft und Praxis der Verbrechensbekämpfung) anses som synnerligen värdefull för polis- och domstolsväsendet. 
Förutom att utge Entwurf einer Rechts-Entwicklung (1873), Encyklopädie der Kriminalistik (1900), Der Raritätenbetrug (1901), Erforschung des Sachverhaltes strafbarer Handlungen (1902, fjärde upplagan 1918), Lehrbuch für den Ausforschungsdienst der k.k. Gendarmerie (1905), Kriminalistische Stellung und Tätigkeit des Arztes (1908), böcker om förbrytarspråk och liknande, försökte han att lösa den svåra uppgiften att skriva en Criminalpsychologie (1898, andra upplagan 1907). Hans Gesammelte kriminalistische Aufsätze utkom i två band 1902 och 1908. Från 1899 utgav han "Archiv für Kriminal-Anthropologie und Kriminalistik", som efter hans död fick namnet "Hans Gross' Archiv für Kriminalogie". Det första vetenskapliga kriminalmuseet stiftades 1894 av Gross i Graz.